# Caballerizas Reales (Real Sitio de San Ildefonso)
Las antiguas Caballerizas Reales es un edificio del siglo XVIII enclavado en el conjunto del Palacio Real de la Granja de San Ildefonso, en el Real Sitio homónimo.

## Historia
El Real Sitio contó desde sus inicios con unas caballerizas en el edificio de La Reglada. En 1738, el caballerizo mayor, conde de Montijo presenta a los reyes Felipe V e Isabel de Farnesio un proyecto para un nuevo edificio destinado a caballerizas, de carácter más amplio que el anterior. El coste de construcción del edificio se estableció en 250.000 reales. Posteriormente, el arquitecto José Díaz Gamones amplió el edificio con un nuevo ala, con vuelta a la calle de los Guardas, en 1773. 
Durante el siglo XX, se restauró la decoración de la fachada. En 1945, al igual que otros edificios del Real Sitio (Casa de oficios, casa de Canónigos), propiedad del Patrimonio Nacional, fue restaurado con destino a viviendas de alquiler. El encargado de la restauración fue Diego Méndez.
En 1985 fueron restaurados los chapiteles de las torres. En la actualidad alberga viviendas.

## Descripción
El edificio es de planta rectangular, seccionada en la mitad sur de la crujía paralela a la calle de la Tahona. 
Su fachada principal a la plaza de España, enfrentada al antiguo cuartel de Guardias de Corps (hoy centro de congresos) se encuentra rematada por sendas torres en sus extremos. Estas están coronadas por chapiteles de estilo similar al del arquitecto Pedro de Ribera, al igual que sus mansardas. 
El edificio cuenta con una altura en la zona sur y con tres alturas en la parte norte, por el desnivel del terreno. Cada una de las torres cuenta con un piso adicional sobre su entorno inmediato. La totalidad de las cubiertas son de pizarra. Las fachadas sud- y noroeste cuentan con una decoración ilusionista también del estilo de Pedro de Ribera.
La puerta principal del edificio cuenta con un rico escudo en yeso, que corresponde a las armas combinadas de Felipe V y la reina Isabel de Farnesio. En la fachada sudeste se dispone otra puerta de entrada rematada con un tejadillo de pizarra.

## Galería

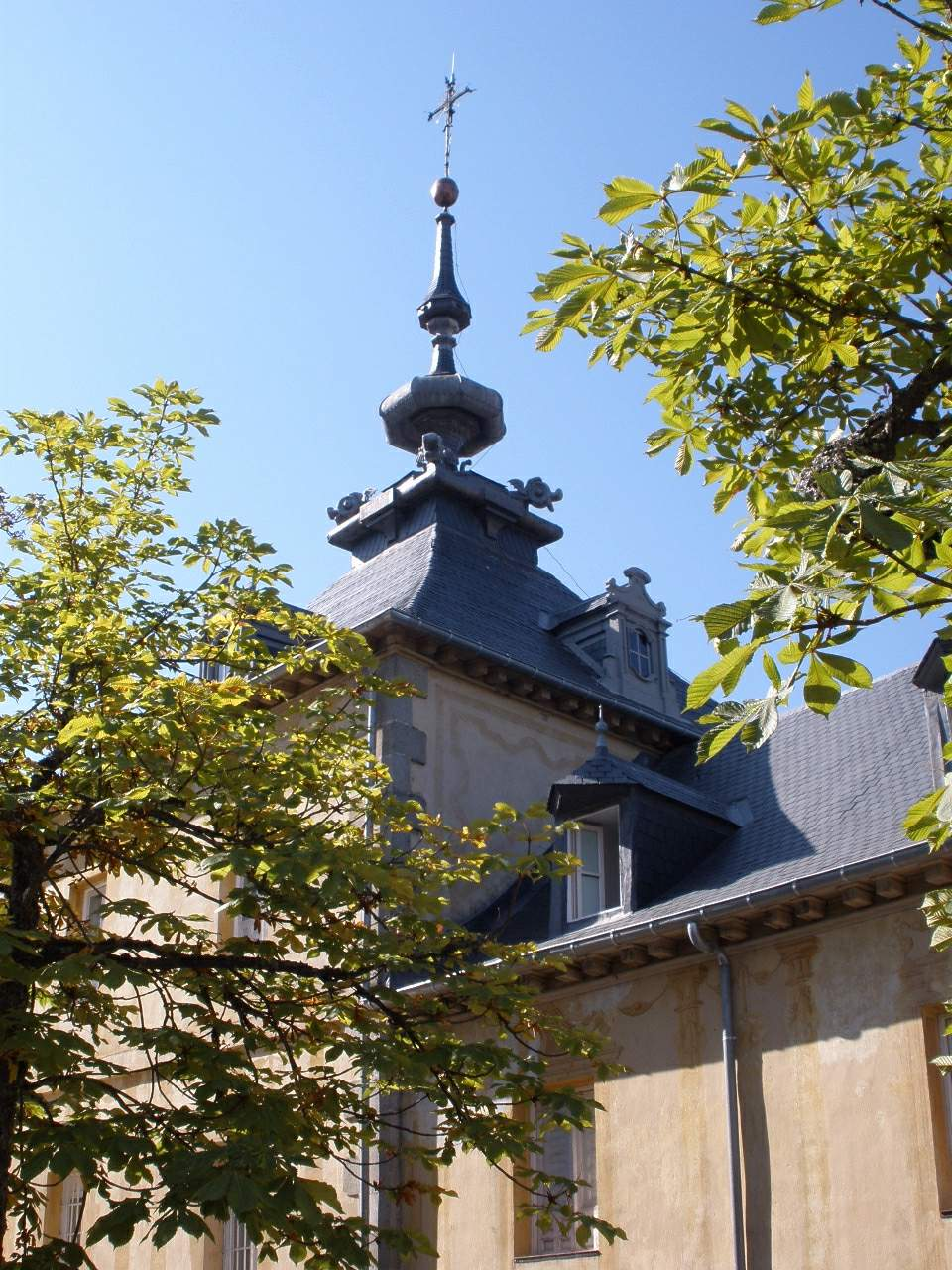
Vista de la torre sudeste.
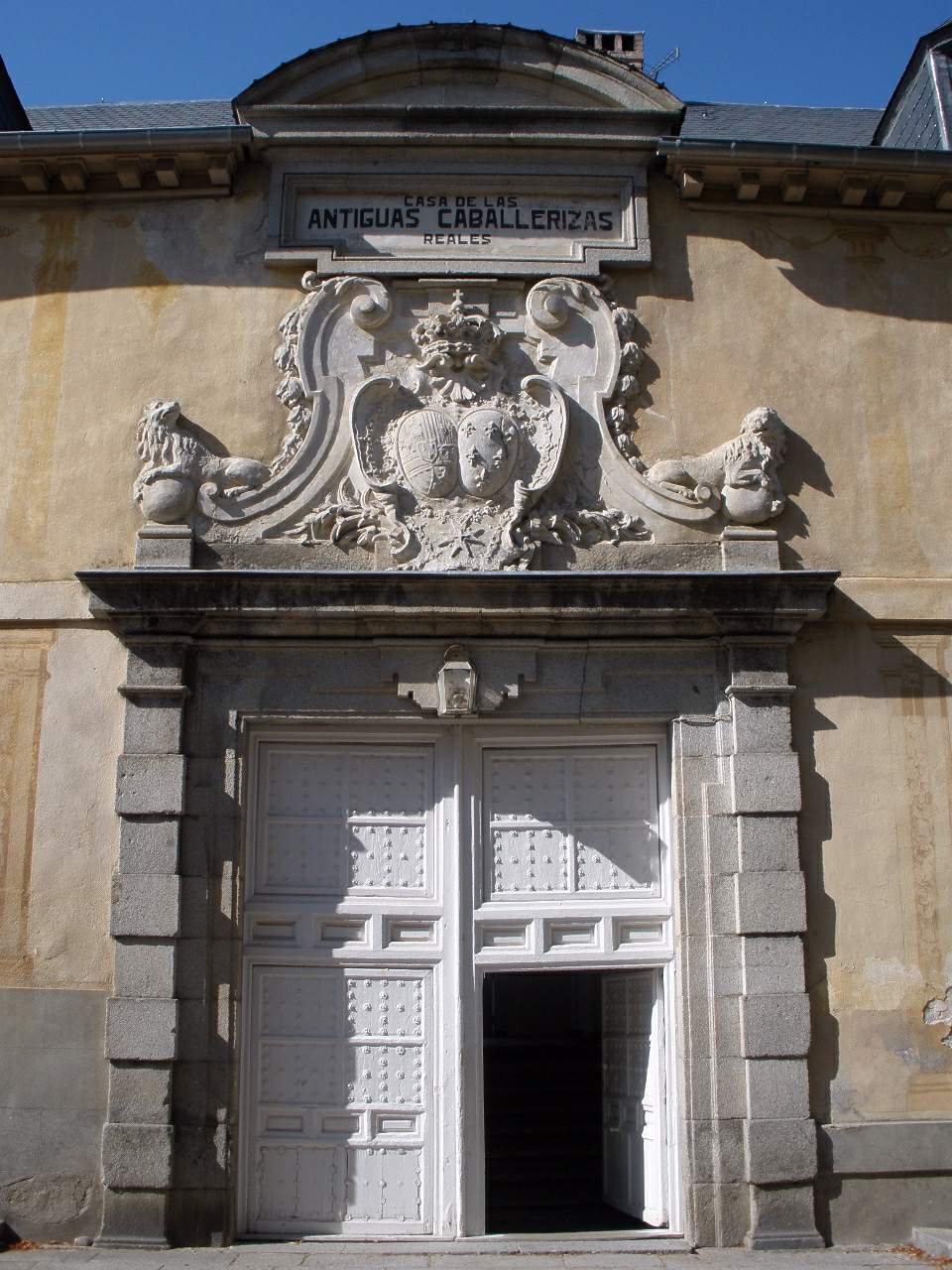
Vista de la portada principal
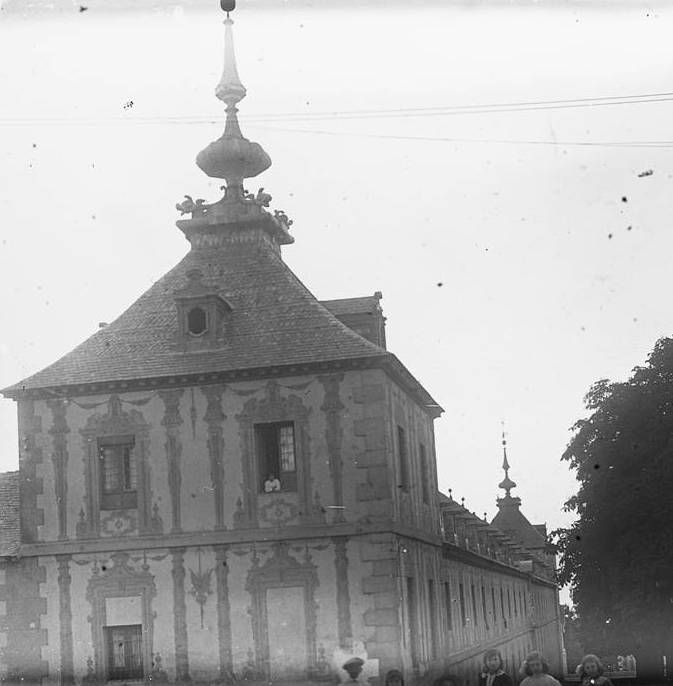
Vista del edificio desde el noreste, en que pueden apreciarse la rica decoración de su fachada (José Salvany y Blanch, 1915)